# Антонія Баєтт
Антонія Сюзен Драббл, у шлюбі Баєтт, DBE (англ. Dame Antonia Susan Duffy), відома як A. S. Byatt; 24 серпня 1938, Шеффілд — 16 листопада 2023) — англійська письменниця, поетеса, літературна критикиня та викладачка університету. Здобула Букерівську премію 1990 року за роман Possession. У 2008 році газета «Таймс» назвала її в списку 50 найкращих британських письменників з 1945 року. Її книги були перекладені більш ніж тридцятьма мовами.

## Біографія
Народилася в Шеффілді в родині британського генерального прокурора Джона Драбла та Кетлін Блур. Вона є сестрою письменниці Маргарет Драббл, Річарда Драббла та Гелен Ленгдон. Батько письменниці брав участь у розміщенні єврейських біженців у Шеффілді протягом 1930-х років.[] Мати була шавіанкою, а батько квакером.  Родина переїхала до Йорка в результаті бомбардування міста німецькими Люфтваффе в 1940 році (шеффілдський бліц). Баєтт здобула освіту в Йоркській школі квакерів. Пізніше навчалася в коледжі Ньюгем у Кембриджі, у Філадельфії в коледжі Брін Мор та в Сомервіль-коледжі Оксфордського університету.
Кілька років викладала в Лондонському університеті, Центральній школі мистецтва та дизайну та Університетському коледжі Лондона, але врешті повністю присвятила себе літературній праці.
У 1959 році одружилася з Яном Чарльзом Рейнером Баєттом, народила доньку та сина. У 1969 році одружилася з Пітера Даффі, народила ще двох доньок.

## Нагороди
- У 1990 році її роман «Володіння» («Одержимість») був відзначений Букерівською премією, а королева Єлизавета II присудила їй титул командора Ордена Британської імперії.
- У 1999 році її підвищили до дами-командора.
- У 2002 році вона отримала Шекспірівську премію від Фонду Альфреда Топфера в Гамбурзі.
- У 2014 році її обрали іноземною почесною членкинею Американської академії мистецтв і наук.
- У 2016 році нагороджена премією Erasmus.
- У 2017 році стала почесним членом Британської академії.
- У 2017 році отримала літературну премію Парк Кюн-ні.
- У 2018 році отримала літературну премію Ганса Крістіана Андерсена.

## Твори

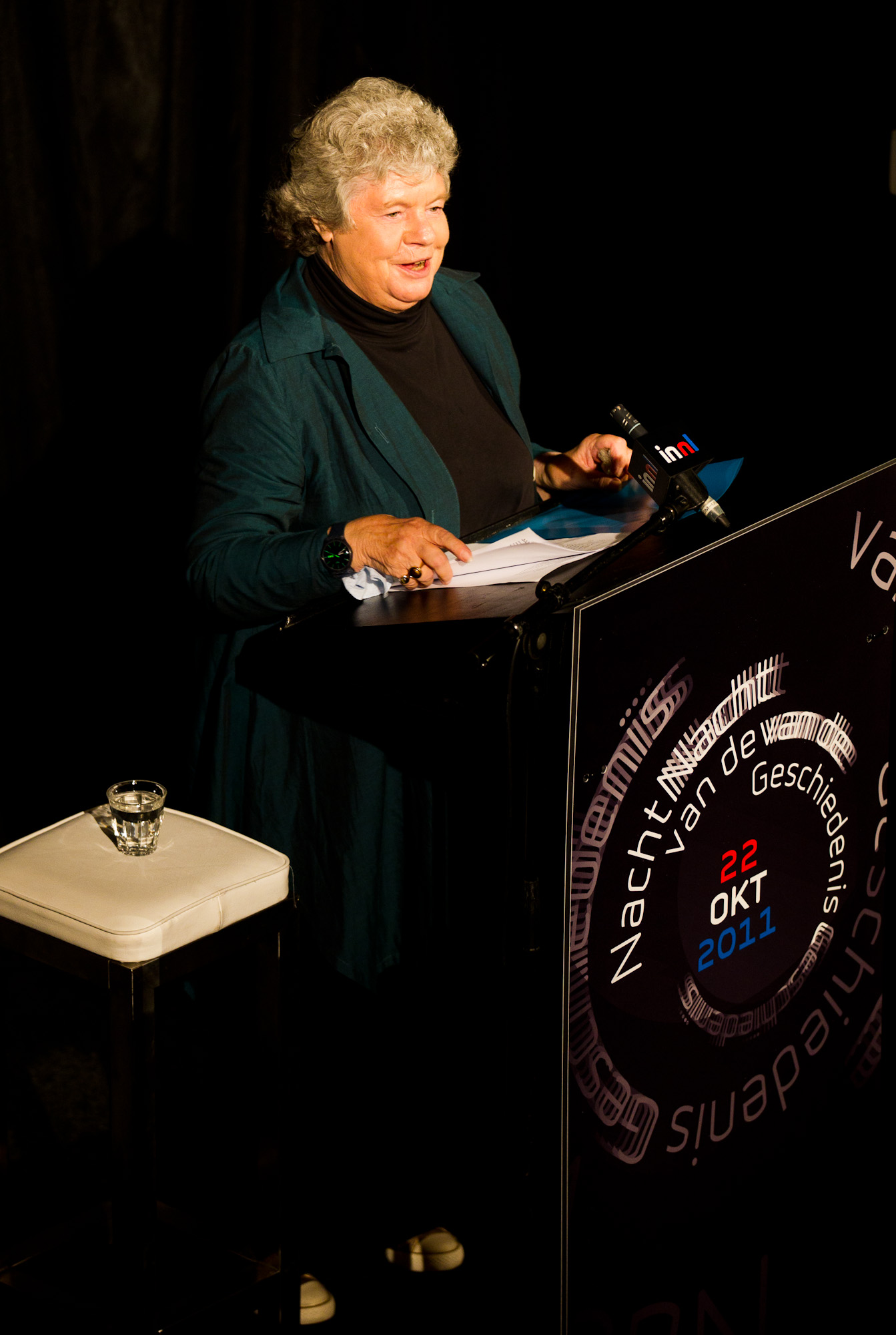
Антонія Баєтт (2011)

- 1964 The Shadow of the Sun
- 1968 The Game
- 1970 Degrees of Freedom — The Novels of Iris Murdoch
- 1970 Wordsworth and Coleridge in their Time
- 1976 Iris Murdoch
- 1978 The Virgin in the Garden
- 1979 The Mill on the Floss — George Eliot
- 1982 The Song of the Lark
- 1983 The Game
- 1985 Still Life
- 1986 The House in Paris
- 1987 Sugar and other stories
- 1990 Possession. A Romance.
- 1991 Passions of the Mind
- 1992 Angels and Insects. Two Novellas.
- 1993 The Matisse Stories
- 1994 The Djinn in the Nightingale's Eye
- 1994 Morpho Eugenia
- 1996 Babel Tower
- 1998 Elementals. Stories of Fire and Ice
- 1998 The Oxford Book of English Short Stories
- 1998 The Pocket Canons Bible. The Song of Solomon
- 2000 On Histories and Stories. Selected Essays
- 2000 The Biographer's Tale
- 2002 A Whistling Woman
- 2003 The Little Black Book of Stories
- 2009 The Children's Book
- 2011 Ragnarok: The End of the Gods
- 2016 Peacock & Vine: On William Morris and Mariano Fortuny, Knopf Doubleday, New York ISBN 978-1101947470[10]

## Переклади українською
- Казки для дітей / пер. з англ. Ярослави Стріхи. — Київ: Темпора, 2024. — 880 с. — ISBN 9786175695999.
- Одержимість / пер. з англ. Ярослави Стріхи.(у співавт. з Максимом Стріхою – переклад поезій)  — Київ: Темпора, 2024. — 756 с. — ISBN 9786175696859.

## Екранізації
- 1995: Ангели та комахи[en] — за мотивами роману «Морфо Євгенія»
- 2002: Одержимість
- 2022: Три тисячі років туги — за оповіданням «Джин у солов'їному оці» («Закоханий Джин»)